# اورنیاکوو
اورنیاکوو (انگلیسی: Urnyakovo) یک شهرک در شهرستان ایلیشفسکی استان باشقیرستان کشور روسیه است.